# Serenata per archi (Dvořák)
La Serenata per archi in Mi maggiore, Op. 22 di Antonín Dvořák fu composta in sole due settimane nel Maggio del 1875. Questo rimane uno dei lavori per orchestra più famosi del compositore Ceco.

## Composizione e Première
Il 1875 è stato un anno molto profittevole per le composizioni di Dvořák. Durante il corso di quell'anno egli scrisse la sua Quinta Sinfonia, il Quintetto per Archi n. 2, il Trio per Pianoforte n. 1, l'opera Vanda e i Duetti Moraviani. Questi furono tempi felici per la sua vita: era sposato da poco, e il suo primogenito era appena nato. Per la prima volta nella sua vita, stava cominciando a essere riconosciuto come compositore, e riuscì a vivere stabilmente senza la paura della povertà. Ricevette un generoso stipendio da una commissione a Vienna, che gli permise di comporre la sua Quinta Sinfonia e diversi lavori da camera, come, del resto, la sua Serenata.
Presumibilmente, Dvořák scrisse la sua Serenata in soli 12 giorni, dal 3 al 14 maggio. Questo pezzo fu eseguito per la prima volta a Praga, il 10 dicembre 1876 da Adolf Cech. Fu pubblicato nel 1877 nell'arrangiamento del duetto per pianoforte del compositore, da Emanuel Stary a Praga. La partitura venne stampata 2 anni dopo da Bote e Bock, a Berlino.

## Forma
La Serenata per archi di Dvořák consta di 5 movimenti:
1. Moderato
2. Tempo di Valse
3. Scherzo: Vivace
4. Larghetto
5. Finale: Allegro vivace

Ad eccezione del Finale, che venne modificato in forma di sonata, i movimenti seguono una forma A-B-A. Dvořák combina diverse caratteristiche espressive attraverso questo pezzo; stile cantabile (primo movimento), valzer lento (secondo movimento), spirito umoristico (terzo movimento), bellezza lirica ( quarto movimento) ed esuberanza (quinto movimento).